# Albert Ehrhard
Albert Ehrhard, född 14 maj 1862, död 23 september 1940, var en tysk katolsk teolog.
Ehrhard blev 1920 professor i kyrkohistoria i Bonn, och var en framstående forskare särskilt inom patristik och dogmhistoria. Ehrhard försökte utan att bryta med sin kyrka företräda en reformvänlig och vidsynt katolicism, som förenade en modern världsuppfattning med kyrkans dogm.